# Anna Ahrens
Anna Ahrens, született: Julie Henriette Johanne Wilhelmine Helene Anna Seemann (Schwerin, 1865. április 4. – Warnemünde, 1946. január 10.) német írónő.

## Élete
Apja Wilhelm Seemann (1822–1881), anyja Helene Seemann, született: Helene Straube (1837 körül – 1912) volt. 1865. április 30. keresztelték meg. Gyermekkorát Rostockban töltötte, ahol anyja –aki férje halála után egy magániskolában volt nevelőnő– a tanári hivatásra készítette fel. Anna egészen házasságáig mint nevelőnő dolgozott Észak-Németországban. 1893. július 5-én ment férjhez August (Berthold Ernst) Ahrens  (1865–1896) szemészhez. Férje korai halála után Warnemündébe költözött anyjával és 1895-ben született lányával, Helene-vel. Először a Wachtlerstrasse 1. számú házban, majd a Moltkestrasse 6. alatt, később a Strandweg 14. számú házban élt. Itt alapított a lánya egy nevelőintézetet, amelyet később vendégházzá alakított át. 1909. október 6-án másodszor is férjhez ment  Rudolf Sues tanárhoz (született: 1877-ben). 1913 novemberében váltak el. Többé nem ment férjhez, haláláig a Heimat panziót és a Poseidon szállót üzemeltette Warnemündében. Írói álneve Anna Pilot volt. 

## Munkái
- Warnemünder Geschichten (regény, 1899)
- Seedorn (költemények, 1908)
- Menschen von gestern (családregény, 1914)

## Külső hivatkozások
- Anna Ahrens munkái a Deutsche Nationalbibliothek oldalán
- Anna Ahrensről szóló munkák

## Fordítás
- Ez a szócikk részben vagy egészben  az   Anna Ahrens című német Wikipédia-szócikk ezen változatának fordításán alapul.  Az eredeti cikk szerkesztőit annak laptörténete sorolja fel. Ez a jelzés csupán a megfogalmazás eredetét és a szerzői jogokat jelzi, nem szolgál a cikkben szereplő információk forrásmegjelöléseként.